# 聖ヒエロニムスの最後の聖体拝領 (ドメニキーノ)
『聖ヒエロニムスの最後の聖体拝領』（せいヒエロニムスのさいごのせいたいはいりょう、伊: Comunione di san Girolamo、英: The Last Communion of Saint Jerome）は、イタリア・バロック期のボローニャ派の画家ドメニキーノが1614年にキャンバス上に油彩で制作した絵画である。1612年にローマのサン・ジロラモ・デッラ・カリタ教会のために委嘱された作品で、現在、バチカン美術館 (絵画館) に所蔵されている
。作品の構図はアゴスティーノ・カラッチの同主題作に非常に類似しており、ドメニキーノのライバルであったジョヴァンニ・ランフランコはドメニキーノが盗作を行ったとして非難した。

## 主題

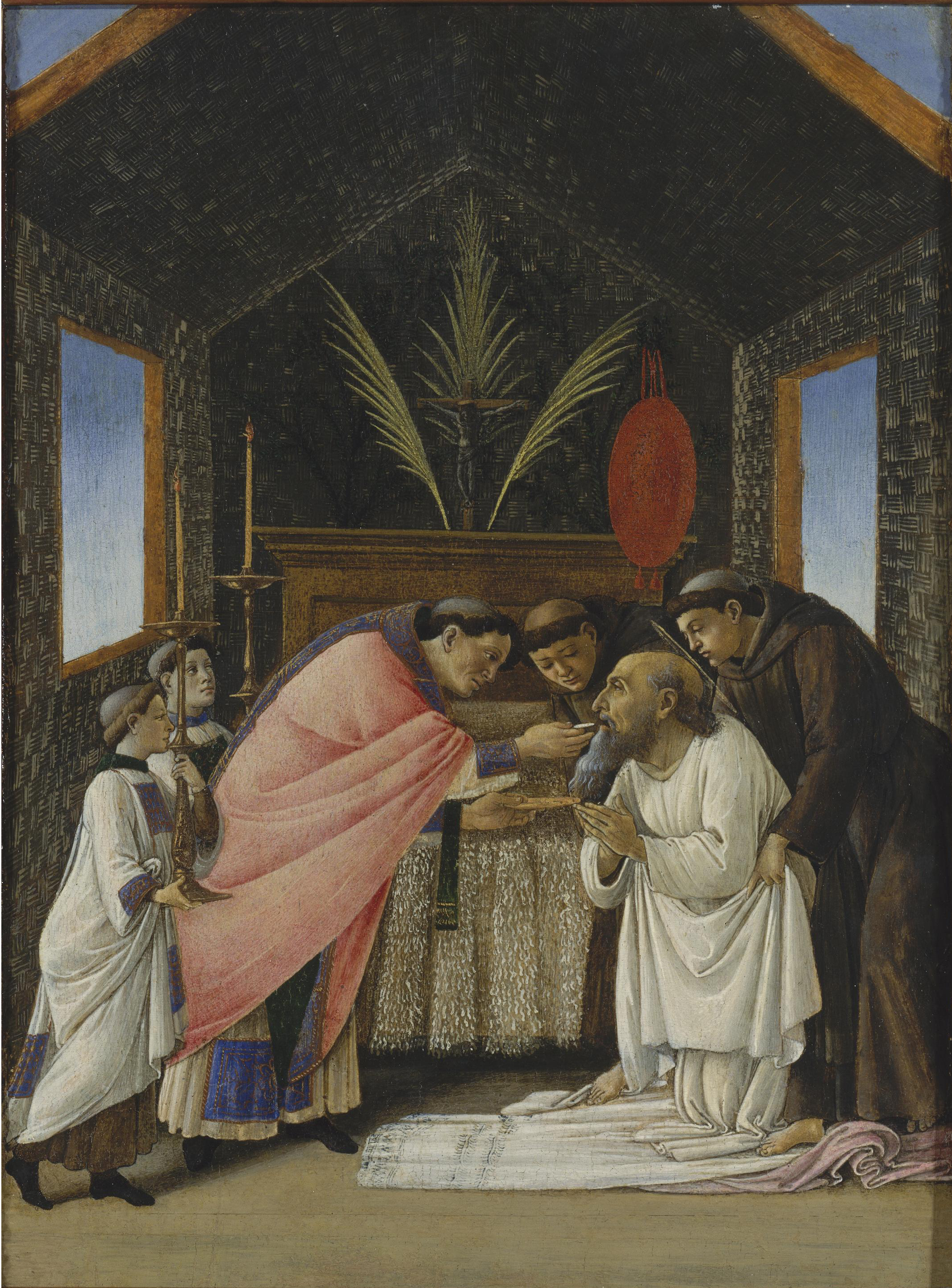
サンドロ・ボッティチェッリ『聖ヒエロニムスの最後の聖体拝領』(1494-1495年)、メトロポリタン美術館、ニューヨーク

画面の聖ヒエロニムスは赤い布を纏い、跪いた姿で表されている。聖ヒエロニムスは、341年にダルマチア地方の高貴なキリスト教徒の家に生まれた。ローマで学問を修めた後に神学者や聖書註解者と交流を持つために各地を巡り、さらに353年から5年間ギリシアの荒野で隠遁生活を送った。絵画では、荒野を背景に自らの胸を石で打つ姿がしばしば描かれる。聖ヒエロニムスはキリスト教徒のラテン語学者、翻訳家、司祭であった教会博士で、その著作が特別の権威を持った聖人でもある。彼の業績の1つは聖書をラテン語に翻訳したことである。382年から385年まで、聖ヒエロニムスはローマで教皇ダマスス1世の書記を務めた。
ドメニキーノの本作は、ルネサンス期の画家ボッティチェッリによる『聖ヒエロニムスの最後の聖体拝領』 (メトロポリタン美術館、ニューヨーク) と同じ主題を採りあげている。それは、聖エウセビオスがダマスカスに送った手紙 (聖書外典に記述されている) で述べた出来事で:303-304、画面には死を間際にした90歳の聖ヒエロニムス (347–420年) が弟子たちや聖パウラに囲まれ、最後の聖体拝領を受けている姿が描かれている。

## 歴史

### 委嘱
ローマのサン・ジロラモ・デッラ・カリタ教会は1611-1615年の間、改修中であった。ドメニキーノはこの教会の高祭壇のために絵画を制作するよう依頼された。彼は本作『聖ヒエロニムスの最後の聖体拝領』に240スクーディを支払われることになった。これは、彼にとって祭壇画のための最初の公的委嘱であった。ドメニキーノは2年間を制作に費やし、作品は1614年に完成した。

### 盗作

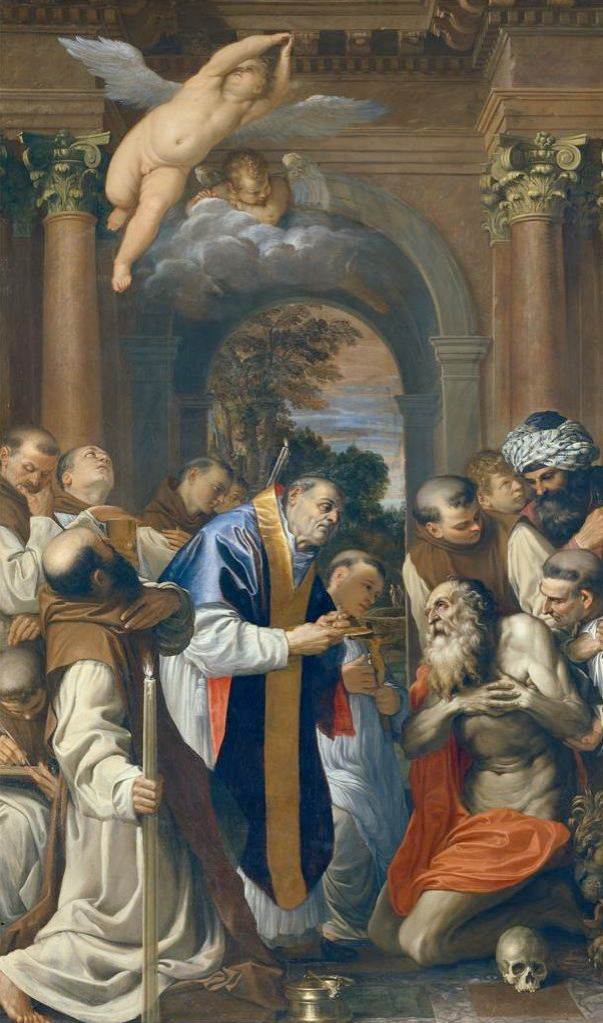
アゴスティーノ・カラッチ『聖ヒエロニムスの最後の聖体拝領』、ボローニャ国立絵画館

1620年に、ジョヴァンニ・ランフランコは、ドメニキーノがアゴスティーノ・カラッチによる同主題作から作品の意匠を盗んだと非難した。この時、ドメニキーノとランフランコは、サン・タンドレア・デッラ・ヴァッレにおける作品委嘱の件で競っていた。美術理論家ジョヴァンニ・ピエトロ・ベッローリと画家ニコラ・プッサンは、この非難に対してドメニキーノを擁護した。
ドメニキーノは、ランフランコやフランチェスコ・アルバーニとともにアンニーバレ・カラッチのアカデミア・デッリ・インカンミナーテで修業をした著名な弟子であった。この時期、ドメニキーノは仲間の弟子であったランフランコやアルバーニに比べて、独立した画家としてより名声があり、成功していた。アンニーバレ・カラッチは1609年に死去していたが、彼は1602年に死去していたアゴスティーノ・カラッチの弟であった。
アゴスティーノ・カラッチは、1592年にボローニャのカルトゥジオ会修道院から『聖ヒエロニムスの最後の聖体拝領』 (ボローニャ国立絵画館) を描くよう依頼を受け、作品は1593年末に完成した。当時、この主題は珍しいもので、ランフランコがドメニキーノの作品から意匠を盗んだという非難を深刻なものとした。パッセ―リ (Passeri) はドメニキーノを擁護するにあたり、アゴスティーノの作品に見られる聖ヒエロニムスが司祭から聖体を拝領するという形式を回避するのは難しく、アゴスティーノの聖ヒエロニムスの図像は非常に決定的なものであるため、ドメニキーノがアゴスティーノに触発されずにこの場面を想定する選択肢はなかったと主張した。さらに、パッセーリは、ドメニキーノは副次的な人物像、構図、そのほかの細部を自身の解釈で変更し、自身でできることを行ったと続けた。ドメニキーノ自身もまた、公的にアゴスティーノの絵画に触発されたと認めたが、いかなる悪意もなかったと述べた。
1631年、ドメニキーノはナポリに向けて旅立った。理由は不明である。健康が悪化していたこと、法的な問題、ナポリでのより儲かる委嘱などが理由であったのかもしれない。しかし、この盗作問題がドメニキーノに悪評をもたらし、時に彼の技術的名声に影を落としたということがわかっている。

### アゴスティーノ・カラッチの作品との類似点
ドメニキーノの作品に見られるアゴスティーノ・カラッチの作品との類似点には、飛翔するプット、大きなロウソク、聖ヒエロニムスの人物像が挙げられる。ドメニキーノの聖ヒエロニムスは、アゴスティーノの聖ヒエロニムスを左右逆転し、両手を広げていることを除けば、ほぼ同じである。聖ヒエロニムスの身体を包む赤い布は類似しているが、身体の覆い方は異なる。アゴスティーノの作品では、片方の肩から膝の上に垂れている。一方、ドメニキーノの作品では、両方の肩から落ちそうなくらいにゆるく垂れ下がり、腰に巻かれている白い布を露わにしている。ドメニキーノの作品の背景には、ターバンを巻いた男を含めアゴスティーノの作品に類似した何人かの人物もいる。ドメニキーノは人物群の配置を変え、司祭と群衆の衣服のデザインも変えているが、背景もまたアゴスティーノの作品に類似しており、木のある田舎の風景に続く丸いアーチのある通路が見られる。とはいえ、アゴスティーノが中景に複合式の柱を描いているのに対し、ドメニキーノはコリント式の柱を描いている。2人の画家が聖ヒエロニムスを象徴させるものは異なる。ドメニキーノは画面左下にライオンを登場させているが、アゴスティーノは聖ヒエロニムスの死を表す頭蓋骨を画面右下に描いている。

## 評価
ドメニキーノは、『聖ヒエロニムスの最後の聖体拝領』を自身の傑作とみなした。アンドレア・サッキやニコラ・プッサンなど当時のほかの画家たちは、この絵画がラファエロの『キリストの変容』 (ヴァチカン美術館) にも匹敵するとみなした。しかし、ランフランコによる盗作であるという非難の後に、ドメニキーノは否定的にみなされるようになった。公的な議論の後に、この問題は伝統的な模倣に関する価値観を否定するより大きな議論を巻き起こした。
ドメニキーノを擁護した学者や芸術家もわずかにいた。イタリアの学者カルロ・チェーザレ・マルヴァージア (1616–1693年) は、ドメニキーノの悪評に関して画家たちに「何らかの方法で盗作をしない画家がいるだろうか。版画、レリーフ、自然そのもの、あるいはほかの画家たちの作品からポーズを反転させて、腕をもっと曲げて、脚を見せて、顔を変えて、布地を加えて、つまり、法的に盗作であることを隠して、盗作をしない画家がいるだろうか」と述べた。